# Train du Corcovado
Le train du Corcovado est une petite ligne ferroviaire située dans la ville de Rio de Janeiro. La ligne commence dans le quartier de Cosme Velho et continue jusqu'au sommet de la colline du Corcovado, à une altitude de 710 m. Le sommet est célèbre pour la statue du Christ Rédempteur et le panorama sur Rio et plusieurs plages.

## Histoire

Ponte do Silvestre sur le chemin de fer du Corcovado (photo de Marc Ferrez, entre 1879-1889)

La ligne a été inaugurée par l'empereur du Brésil Dom Pedro II le 9 octobre 1884. Elle est donc plus ancienne que le monument du Christ Rédempteur, inauguré et ouvert aux visiteurs en 1931. En fait, les pièces pour assembler la statue du Christ ont été transportées par le train lui-même pendant quatre ans .

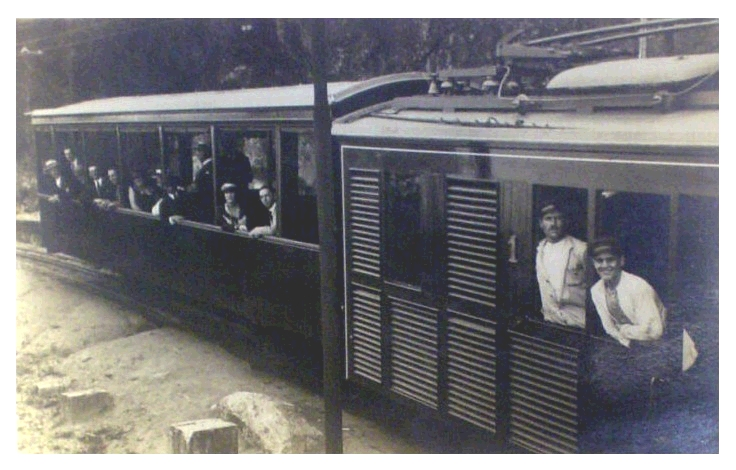
Locomotive électrique SLM Oerlikon He 2/2 nº1 de EF do Corcovado, 1925

Au départ, il utilisait la traction à vapeur, et un système de traction électrique a été installé en 1910, la ligne étant la première du Brésil à être électrifiée . En 1980, la ligne a été modernisée avec l'achat de trains à la société SLM, basée dans la ville de Winterthur, en Suisse.

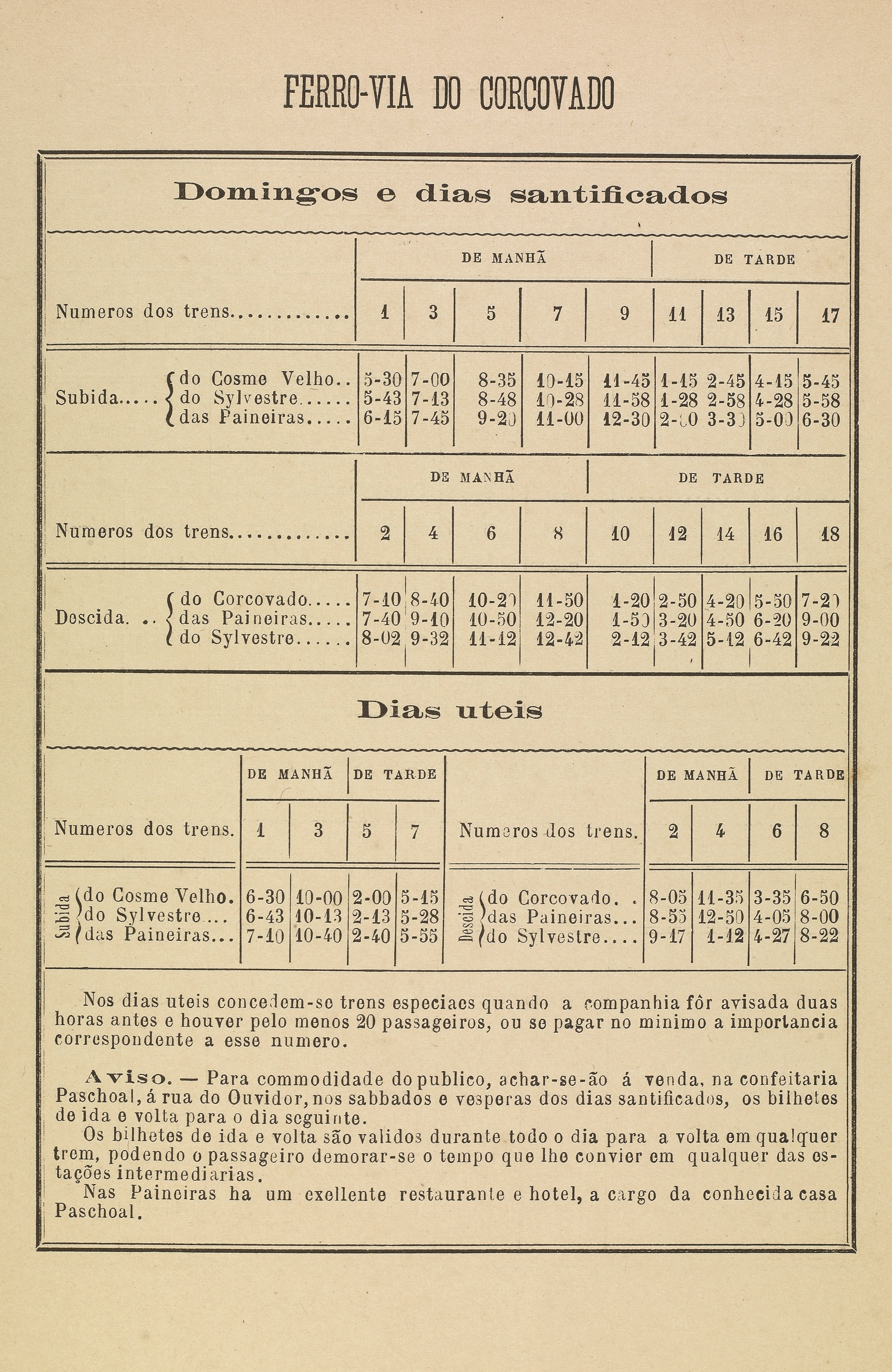
Horaires des trains pour le chemin de fer du Corcovado, 1885. Document conservé aux Archives nationales.

Au fil des années, le train du Corcovado a reçu plusieurs passagers illustres, tels que l'empereur Dom Pedro II, la princesse Isabel, le pape Pie XII, le pape Jean-Paul II, Alberto Santos Dumont, Epitácio Pessoa, Getúlio Vargas, Albert Einstein et la princesse Diana de Galles .

## Caractéristiques
La ligne a 3 824 m de long et dispose d'un système à crémaillère pour faciliter la traction. Le système utilise une voie métrique.
Le Chemin de fer du Corcovado utilise la traction électrique, étant l'un des rares à utiliser encore un système électrique triphasé, disposant ainsi de deux câbles aériens pour alimenter les 4 trains, chacun avec deux wagons.
Le trajet dure environ 20 minutes, avec un train partant toutes les dix minutes, ce qui donne au système une capacité de transport de 345 passagers par heure . En raison de la capacité limitée, l'attente pour faire le voyage peut prendre des heures les jours avec beaucoup de touristes. La gare est ouverte de 8 h à 19 h.
En 2019, l'opérateur Esfeco a acquis auprès du constructeur suisse Stadler Rail, 3 nouvelles rames de deux voitures. Les trains modernes ont des fenêtres et un toit panoramique, un espace pour les vélos et les fauteuils roulants, mesurent 27 mètres de long et ont une capacité de 154 passagers. La vitesse maximale de montée et de descente des est de 25 km/h et 18 km/h, respectivement. Un projet est une quatrième génération de trains de chemin de fer .

## Gares

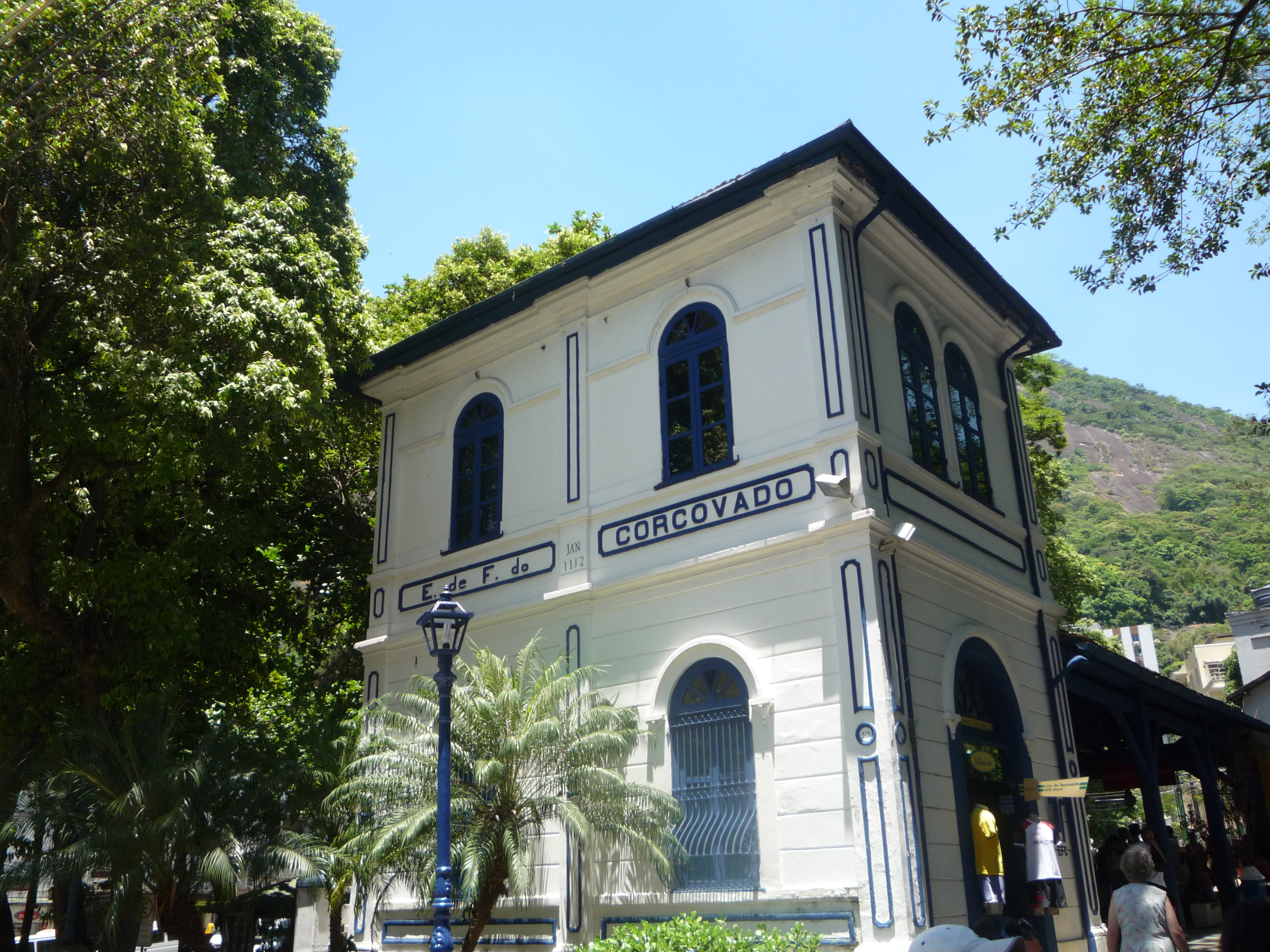
Gare historique de Cosme Velho

- Cosme Velho : Première gare pour ceux qui veulent monter au Christ-Rédempteur, qui couvrira 3 824 m de voie ferrée.
- Morro do Ingles : seuls les résidents peuvent débarquer.
- Silvestre (secteur du quartier de Santa Teresa) (désactivée) : station de changement pour le tramway de Santa Teresa. Il est actuellement en cours de restauration pour une éventuelle réactivation.
- Paineiras : Premier arrêt où les touristes peuvent débarquer. Il est possible d'apprécier les beautés du parc national de la Tijuca.
- Corcovado : gare terminale de la ligne et haute de 710 mètres, donnant également accès à la célèbre statue du Christ Rédempteur.